# Pai Santana
Eduardo Santana (Andrelândia, 1934 - Rio de Janeiro, 1 de novembro de 2011), conhecido como Pai Santana, foi massagista do Vasco da Gama.

## Biografia
Massagista, pai de santo e ex-lutador de boxe, Santana chegou ao Vasco da Gama em 1953. Com passagens por Botafogo, Fluminense, Bahia e Seleção Brasileira, teve sua imagem fortemente ligado ao clube de São Januário, especialmente por ter feito "trabalhos espirituais" com os quais alegava ter beneficiado o time e prejudicado seus adversários em jogos importantes nas décadas de 70, 80  e 90.
Pai Santana tinha alguns rituais, como acender velas no vestiário vascaíno e estender a bandeira do Vasco no gramado, ajoelhando-se e beijando-a.
Logo depois de deixar o clube, em 2006, Santana sofreu um acidente vascular encefálico. Passou a ter dificuldades de fala e locomoção. Morreu de insuficiência respiratória, decorrente de uma pneumonia.
O massagista foi incluído na seção de "Ídolos" do site oficial do Vasco da Gama.